# 1997-es síkvízi kajak-kenu világbajnokság
Az 1997-es síkvízi kajak-kenu világbajnokságot a kanadai Dartmouth-ban rendezték 1997-ben. Ez a huszonnyolcadik kajak-kenu világbajnokság volt. A magyar csapat az éremtáblázaton a második helyezést érte el összesítésben.

## Éremtáblázat
*   Rendező
  *   Magyarország
| Helyezés | Ország             | Arany | Ezüst | Bronz | Összesen |
| -------- | ------------------ | ----- | ----- | ----- | -------- |
| 1.       | Németország        | 9     | 1     | 2     | 12       |
| 2.       | Magyarország       | 8     | 6     | 2     | 16       |
| 3.       | Kanada             | 3     | 1     | 0     | 4        |
| 4.       | Olaszország        | 1     | 6     | 1     | 8        |
| 5.       | Ausztrália         | 1     | 2     | 2     | 5        |
| 5.       | Csehország         | 1     | 2     | 2     | 5        |
| 5.       | Oroszország        | 1     | 2     | 2     | 5        |
| 8.       | Románia            | 1     | 1     | 0     | 2        |
| 9.       | Fehéroroszország   | 1     | 0     | 0     | 1        |
| 10.      | Lengyelország      | 0     | 4     | 3     | 7        |
| 11.      | Dánia              | 0     | 1     | 0     | 1        |
| 12.      | Svédország         | 0     | 0     | 3     | 3        |
| 12.      | Ukrajna            | 0     | 0     | 3     | 3        |
| 14.      | Ausztria           | 0     | 0     | 2     | 2        |
| 14.      | Spanyolország      | 0     | 0     | 2     | 2        |
| 16.      | Egyesült Királyság | 0     | 0     | 1     | 1        |
| 16.      | Norvégia           | 0     | 0     | 1     | 1        |
| Összesen | Összesen           | 26    | 26    | 26    | 78       |

## Eredmények

### Férfiak

#### Kenu
| Versenyszám | Arany                                                                                                 | Arany    | Ezüst                                                                                               | Ezüst     | Bronz                                                                                          | Bronz    |
| ----------- | --- | -------- | --------------------------------------------------------------------------------------------------- | --------- | ---------------------------------------------------------------------------------------------- | -------- |
| C1 200 m    | Belicza Béla · Magyarország                                                                           | 43,097   | Martin Doktor · Csehország                                                                          | 43,522    | Mihajlo Szlivinszkij · Ukrajna                                                                 | 43,655   |
| C1 500 m    | Martin Doktor · Csehország                                                                            | 2:01,569 | Belicza Béla · Magyarország                                                                         | 2:02,734  | Mihajlo Szlivinszkij · Ukrajna                                                                 | 2:03,018 |
| C1 1000 m   | Andreas Dittmer · Németország                                                                         | 3:59,082 | Martin Doktor · Csehország                                                                          | 3:59,127  | Belicza Béla · Magyarország                                                                    | 4:00,215 |
| C2 200 m    | Thomas Zereske · Christian Gille · Németország                                                        | 39,153   | Pavel Konovalov · Vlagyimir Ladosa · Oroszország                                                    | 39,730    | Petr Fuksa · Pavel Bednar · Csehország                                                         | 39,804   |
| C2 500 m    | Kolonics György · Horváth Csaba · Magyarország                                                        | 1:49,400 | Daniel Jędraszko · Paweł Baraszkiewicz · Lengyelország                                              | 1:49,587  | Thomas Zereske · Christian Gille · Németország                                                 | 1:49,959 |
| C2 1000 m   | Gunar Kirchbach · Matthias Röder · Németország                                                        | 3:38,550 | Kolonics György · Horváth Csaba · Magyarország                                                      | 3:38,708  | Andrew Train · Stephen Train · Egyesült Királyság                                              | 3:41,411 |
| C4 200 m    | Aljakszandr Maszjajkov · Andrej Beljaev · Anatolij Renyejszkij · Vlagyimir Merinov · Fehéroroszország | 35,849   | Kolonics György · Horváth Csaba · Hoffmann Ervin · Belicza Béla · Magyarország                      | 36,429    | Petr Procházka · Tomáš Křivánek · Petr Fuksa · Pavel Bednář · Csehország                       | 36,591   |
| C4 500 m    | Kolonics György · Horváth Csaba · Hüttner Csaba · Szuszkó László · Magyarország                       | 1:38,157 | Marcel Glavin · Cosmin Pasca · Antonel Borsan · Florin Popescu · Románia                            | 1:38, 862 | Szergej Csemerov · Andrej Kabanov · Vlagyiszlav Polzunov · Alekszandr Kosztoglod · Oroszország | 1:40,276 |
| C4 1000 m   | Marcel Glǎvan · Cosmin Pasca · Antonel Borsan · Florin Popescu · Románia                              | 3:17,203 | Konsztantyin Fomicsov · Makszim Opalev · Vlagyiszlav Polzunov · Alekszandr Kosztoglod · Oroszország | 3:17,738  | Daniel Jędraszko · Piotr Midloch · Paweł Midloch · Paweł Baraszkiewicz · Lengyelország         | 3:18,536 |

#### Kajak
| Versenyszám | Arany                                                                                  | Arany    | Ezüst                                                                               | Ezüst    | Bronz                                                                                | Bronz    |
| ----------- | -------------------------------------------------------------------------------------- | -------- | ----------------------------------------------------------------------------------- | -------- | ------------------------------------------------------------------------------------ | -------- |
| K1 200 m    | Fehérvári Vince · Magyarország                                                         | 37,100   | Grzegorz Kotowicz · Lengyelország                                                   | 37,964   | Olekszij Szlivinszkij · Ukrajna                                                      | 38,371   |
| K1 500 m    | Storcz Botond · Magyarország                                                           | 1:45,979 | Grzegorz Kotowicz · Lengyelország                                                   | 1:46,077 | Antonio Rossi · Olaszország                                                          | 1:46,538 |
| K1 1000 m   | Storcz Botond · Magyarország                                                           | 3:31,525 | Beniamino Bonomi · Olaszország                                                      | 3:32,456 | Knut Holmann · Norvégia                                                              | 3:33,902 |
| K2 200 m    | Fehérvári Vince · Hegedűs Róbert · Magyarország                                        | 34,152   | Beniamino Bonomi · Paolo Tommasini · Olaszország                                    | 34,602   | Henrik Andersson · Henrik Nilsson · Svédország                                       | 34,616   |
| K2 500 m    | Andrew Trim · Daniel Collins · Ausztrália                                              | 1:35,687 | Beniamino Bonomi · Luca Negri · Olaszország                                         | 1:35,915 | Bártfai Krisztián · Horváth Gábor · Magyarország                                     | 1:37,055 |
| K2 1000 m   | Antonio Rossi · Luca Negri · Olaszország                                               | 3:12,514 | Jesper Staal · Thomas Holm Jakobsen · Dánia                                         | 3:14,514 | Grzegorz Kotowicz · Dariusz Białkowski · Lengyelország                               | 3:14,738 |
| K4 200 m    | Anatolij Tyiscsenko · Oleg Gorobij · Szergej Verlin · Alekszandr Ivanyik · Oroszország | 32,128   | Fehérvári Vince · Bártfai Krisztián · Horváth Gábor · Hegedűs Róbert · Magyarország | 32,160   | Torsten Gutsche · Mark Zabel · Jan Günther · Björn Bach · Németország                | 32,424   |
| K4 500 m    | Kammerer Zoltán · Storcz Botond · Vereckei Ákos · Hegedűs Róbert · Magyarország        | 1:25,689 | Torsten Gutsche · Mark Zabel · Jan Günther · Björn Bach · Németország               | 1:26,364 | Henrik Andersson · Nils-Erik Jonsson · Anders Svensson · Henrik Nilsson · Svédország | 1:26,992 |
| K4 1000 m   | Torsten Gustche · Mark Zabel · Björn Bach · Stefan Ulm · Németország                   | 2:52,568 | Storcz Botond · Antal Zoltán · Szabó II. Gábor · Bauer Márton · Magyarország        | 2:52,966 | Ross Chaffer · Brian Marton · Peter Scott · Adam Dean · Ausztrália                   | 2:54,959 |

### Nők

#### Kajak
| Versenyszám | Arany                                                                         | Arany    | Ezüst                                                                         | Ezüst    | Bronz                                                                                | Bronz    |
| ----------- | ----------------------------------------------------------------------------- | -------- | ----------------------------------------------------------------------------- | -------- | ------------------------------------------------------------------------------------ | -------- |
| K1 200 m    | Caroline Brunet · Kanada                                                      | 42,927   | Josefa Idem · Olaszország                                                     | 43,068   | Jacqui Mengler · Ausztrália                                                          | 43,941   |
| K1 500 m    | Caroline Brunet · Kanada                                                      | 1:58,566 | Josefa Idem · Olaszország                                                     | 1:58,888 | Ursula Profanter · Ausztria                                                          | 2:01,989 |
| K1 1000 m   | Caroline Brunet · Kanada                                                      | 3:53,674 | Josefa Idem · Olaszország                                                     | 3:54,596 | Ursula Profanter · Ausztria                                                          | 3:54,752 |
| K2 200 m    | Birgit Fischer · Anett Schuck · Németország                                   | 40,300   | Isabella Dylewska · Elżbieta Urbańczyk · Lengyelország                        | 40,688   | Natalja Gulij · Jelena Tyisszina · Oroszország                                       | 40,743   |
| K2 500 m    | Birgit Fischer · Anett Schuck · Németország                                   | 1:47,176 | Anna Wood · Katrin Borchert · Ausztrália                                      | 1:48,701 | Beatriz Manchón · Izaskun Aramburu · Spanyolország                                   | 1:48,871 |
| K2 1000 m   | Birgit Fischer · Marcela Bednar · Németország                                 | 3:36,924 | Anna Wood · Katrin Borchert · Ausztrália                                      | 3:39,010 | Isabella Dylewska · Swiatowiak Urbancyzk · Lengyelország                             | 3:39,189 |
| K4 200 m    | Birgit Fischer · Anett Schuck · Manuela Mucke · Katrin Wagner · Németország   | 36,850   | Karen Fumeaux · Corrina Kennedy · Danica Rice · Marie-Josée Gibeau · Kanada   | 36,943   | Anna Karlsson · Ingela Eriksson · Maria Haglund · Susanne Rosenqvist · Svédország    | 37,151   |
| K4 500 m    | Birgit Fischer · Anett Schuck · Katrin Kieseler · Katrin Wagner · Németország | 1:37,140 | Dékány Kinga · Szabó Szilvia · Barócsi Andrea · Kovács Katalin · Magyarország | 1:37,967 | Beatriz Manchón · Belen Sánchez · Ana María Penas · Izaskun Aramburu · Spanyolország | 1:38,690 |

## A magyar csapat
Az 1997-es magyar vb keret tagjai:
| férfiak kajak | férfiak kajak                                                  | férfiak kajak |
| ------------- | -------------------------------------------------------------- | ------------- |
| K1 200 m      | Fehérvári Vince                                                | Aranyérem     |
| K2 200 m      | Fehérvári Vince Hegedűs Róbert                                 | Aranyérem     |
| K4 200 m      | Fehérvári Vince Bártfai Krisztián Horváth Gábor Hegedűs Róbert | Ezüstérem     |
| K1 500 m      | Storcz Botond                                                  | Aranyérem     |
| K2 500 m      | Bártfai Krisztián Horváth Gábor                                | Bronzérem     |
| K4 500 m      | Kammerer Zoltán Storcz Botond Vereckei Ákos Hegedűs Róbert     | Aranyérem     |
| K1 1000 m     | Storcz Botond                                                  | Aranyérem     |
| K2 1000 m     | Bártfai Krisztián Horváth Gábor                                | 9.            |
| K4 1000 m     | Storcz Botond Antal Zoltán Szabó II. Gábor Bauer Márton        | Ezüstérem     |

| férfi kenu | férfi kenu                                                 | férfi kenu |
| ---------- | ---------------------------------------------------------- | ---------- |
| C1 200 m   | Belicza Béla                                               | Aranyérem  |
| C2 200 m   | Buzál Miklós Végh Attila                                   | 5.         |
| C4 200 m   | Kolonics György Horváth Csaba Hoffmann Ervin Belicza Béla  | Ezüstérem  |
| C1 500 m   | Belicza Béla                                               | Ezüstérem  |
| C2 500 m   | Kolonics György Horváth Csaba                              | Aranyérem  |
| C4 500 m   | Kolonics György Horváth Csaba Hüttner Csaba Szuszkó László | Aranyérem  |
| C1 1000 m  | Belicza Béla                                               | Bronzérem  |
| C2 1000 m  | Kolonics György Horváth Csaba                              | Ezüstérem  |
| C4 1000 m  | Zala György Hüttner Csaba Fürdök Gábor Balgovits Gábor     | 5.         |

| nők kajak | nők kajak                                                     | nők kajak          |
| --------- | ------------------------------------------------------------- | ------------------ |
| K1 200 m  | Tábori Klára                                                  | 7.                 |
| K2 200 m  | Dónusz Éva Czigány Kinga                                      | 6.                 |
| K4 200 m  | Dékány Kinga Szabó Szilvia Mednyánszky Szilvia Kovács Katalin | 4.                 |
| K1 500 m  | Mednyánszky Szilvia                                           | 4.                 |
| K2 500 m  | Dónusz Éva Czigány Kinga                                      | 5.                 |
| K4 500 m  | Dékány Kinga Szabó Szilvia Barócsi Andrea Kovács Katalin      | Ezüstérem          |
| K1 1000 m | Bóta Kinga                                                    | nem jutott döntőbe |
| K2 1000 m | Barócsi Andrea Kovács Katalin                                 | 4.                 |